# Blender (Verdeni járás)
Blender település Németországban, azon belül Alsó-Szászország tartományban. Lakosainak száma 2927 fő (2023. december 31.).

## Népesség
A település népességének változása:
| Lakosok száma | 2889 | 2879 | 2885 | 2909 | 2935 | 2927 |
|               | 2016 | 2017 | 2019 | 2021 | 2022 | 2023 |